# Мелентьева, Юлия Петровна
Ю́лия Петро́вна Меле́нтьева (род. 24 июля 1947, Орёл) — советский и российский учёный в области библиотековедения, доктор педагогических наук, профессор, действительный член РАО (2023). Заслуженный работник культуры Российской Федерации (2002).

## Биография
Юлия Петровна Мелентьева родилась 24 июля 1947 года в городе Орле в семье юристов. После перевода на работу в Москву отца, Петра Васильевича Маркова, училась там же. В 1963 году после окончания восьми классов средней школы поступила в Московский городской библиотечный техникум, который окончила с отличием в 1965 году. В 1966—1971 годах училась на вечернем отделении Московского государственного института культуры (МГИК), который в 1971 году окончила с отличием, и одновременно работала заведующей юношеским отделом в городской Библиотеке № 112 им. А. С. Пушкина города Москвы.
С 1972 по 1975 годы училась в аспирантуре МГИКа. После окончания аспирантуры и защиты диссертации на степень кандидата педагогических наук («Проблемы теории и практики профессиональной ориентации старшеклассников в условиях массовой библиотеки») была направлена на работу в Казанский государственный институт культуры, где работала старшим преподавателем на кафедре библиотековедения до марта 1977 года.
С марта 1977 по март 2004 года Ю. П. Мелентьева преподавала (доцент, профессор) в Московском государственном институте (Университете) культуры. 20 декабря 1995 года защитила докторскую диссертацию «Библиотека как институт социализации юношества» (официальные оппоненты И. А. Бутенко, А. В. Мудрик, А. В. Соколов). C 1996 по 2004 годы была заведующим кафедрой библиотековедения в этом институте, содиректором созданного ею Российско-немецкого центра библиотековедения. С 2004 года является заведующей отделом проблем чтения ФГБУ науки НИЦ «Наука» Российской академии наук (РАН).
Ю. П. Мелентьева является одним из основателей Российской библиотечной ассоциации (РБА), а также основным разработчиком первой редакции «Кодекса этики российского библиотекаря», принятого РБА в 1995 году.
С 2010 года является заместителем председателя Научного совета по проблемам чтения Российской академии образования (РАО), организатором Постоянного научного семинара по проблемам чтения под эгидой РАН и РАО. Под её редакцией опубликованы 13 выпусков «Докладов Научного совета по проблемам чтения РАО» (2010—2016 годы).
Под руководством Ю. П. Мелентьевой проведены десятки семинаров, конференций, в том числе и международных, по проблемам чтения.
С 1995 года принимает активное участие в сессиях Международной Федерации библиотечных ассоциаций, работая в Секции «Literacy and Reading» («Грамотность и чтение»), а с 2013 года представляет Россию в качестве члена Постоянного комитета Секции.
Ю. П. Мелентьева является вице-президентом Русской ассоциации чтения — секции международной организации IRA (Международной ассоциации чтения), а также членом Международной Ассоциации библиотековедов и документалистов (АВDОС). С 1996 года является академиком Международной академии информатизации.
Научная деятельность Ю. П. Мелентьевой направлена на изучение теоретических проблем чтения как социального, социокультурного и цивилизационного феномена.
Ю. П. Мелентьева является автором более 450 публикаций, в том числе учебника, монографий, научных работ, в том числе опубликованных в профессиональной зарубежной печати (Великобритании, США, Германии, Болгарии и Израиля).

## Наиболее значимые публикации
- Библиотека и юношество : поиски взаимопонимания. М., «Институт Психологии РАН, 1999.
- Библиотечное обслуживание как фактор гуманизации общества. М., РАО, 2001.
- Библиотека как ресурс развития социума. М., РАО, 2002.
- Библиотечное обслуживание. Учебник. Гриф Минобразования. М., Гранд-Фаир, 2006.
- Культура чтения в контексте русской культурной традиции. М., РКП, 2007.
- Чтение : Библиотечная энциклопедия. М., „Пашков дом“, 2007.
- Чтение в Западном мире: от Античности до наших дней. Сб.ст. М., Гранд Фаир, автор идеи, научный редактор, 2008.
- Чтение : с листа, с экрана и на слух. М., Школьная библиотека» . М., сост., ред., 2009.
- Чтение : явление, процесс, деятельность. М., Наука, 2010.
- Глоссарий по проблеме чтения. М., Канон плюс, 2013.
- Чтение: размышления о теоретических аспектах чтения. М., Канон плюс, 2015.
- Общая теория чтения. М., Наука, 2016.

## Награды и звания
- Звание «Заслуженный работник культуры РФ», 1997 год.
- Медаль «За достижения в культуре», 2000 год.
- Медаль «За развитие библиотечного дела» Российской Библиотечной ассоциации, 2007 год.
- Медаль «За благотворительность и просветительство» Союза писателей России, 2009 год.
- Медаль Российской академии образования «Кирилл и Мефодий», 2018 год.
- Лауреат премии им. Д. С. Лихачёва МААН за лучшие научные работы, 2019 год[3].